# Моркіяли
Моркія́ли (рос. Моркиялы, марій. Моркыял) — село у складі Волзького району Марій Ел, Росія. Входить до складу Емековського сільського поселення.

## Населення
Населення — 178 осіб (2010; 193 у 2002).
Національний склад (станом на 2002 рік):
- марі — 92 %